# Rakovac (Novi Pazar)
Rakovac (Servisch cyrillisch Раковац) is een plaats in de Servische gemeente Novi Pazar. De plaats telt 21 inwoners (2002).